# Ballata
Ballata (množina ballate) je italijanska pesniška in glasbena oblika, ki je bila v uporabi med poznim 13. in 15. stoletjem. Sledi oblikovnem vzorci ABBAA, v prvih in zadnjih stanci pa vsebuje enake besede. Ballata je najbolj razširjena posvetna glasbena oblika obdobja trecento, znanega tudi kot italijanska ars nova.
Najpomembnejši skladatelj te oblike je Francesco Landini, ki je skomponiral 141 do danes preživelih tovrstnih glasbenih del. Drugi omembe vredni skladatelji so Andrea da Firenze, Landinijev sodobnik, Bartolino da Padova, Johannes Ciconia, in Zacara da Teramo. Med zadnjimi, ki so še uporabljali to obliko (15. stoletje) sta še Arnold de Lantins Guillaume Dufay.